# 城堡圣母堂
城堡圣母堂（Santa Maria di Castello）是一座罗马天主教教堂和宗教建筑群，位于意大利热那亚的城堡山，此处有一座古罗马堡垒存在。由道明会管理。这座教堂两侧有巨大的塔楼。
该堂为罗曼式风格，约公元900年建成。堂内有热那亚主贵族家庭出资的众多艺术品。正祭台装饰着大理石组画《圣母升天》（17世纪后期），左侧小堂有多梅尼科·皮奥拉的《利马的圣罗撒》、安东·玛丽亚·马拉格利阿诺的《玫瑰圣母》。正门为托斯卡纳风格（15世纪中叶）。